# عمر بن سعيد
عمر بن سعيد (بالإنجليزية: Omar Ibn Said)‏ (بالفرنسية: Omar ibn Saïd)‏ (1770-1864) ولد في منطقة فوتاورو في السنغال. كان عالما في الدين الإسلامي وطلب العلم الإسلامي خلال 25 سنة من حياته مع كثير من علماء الإسلام في أفريقيا.
في سنة 1807، أُسر أثناء صراع عسكري وسيق إلى الولايات المتحدة عبدا. فر من سيد غليظ في تشارلستون في ولاية كارولينا الجنوبية فذهب إلى فايتفيل في ولاية كارولينا الشمالية.
ومن هناك أُسر مرة أخرى واشتراه أمريكي يسمى جيمس أوين. عاش ابن سعيد أكثر من 90 سنة وكان عبدًا حتى موته في عام 1864. قبره موجود في مقاطعة بلادن، في ولاية كارولينا الشمالية.
يعتبر عمر بن سعيد من أوائل المسلمين الذين دخلوا أرض الولايات المتحدة. وهو مشهور أيضا لأجل مخطوطاته التي كتبها باللغة العربية وسيرته التي كتبها في عام 1831.

## سيرته الذاتية
ولد عمر بن سعيد لعائلة غنية بمنطقة تعرف اليوم بِفوتو تورو في السنغال[بحاجة لمصدر] (منطقة على ضفاف منتصف نهر السنغال)، كان عمر عالمًا إسلاميًا من الشعب الفولاني، وقد طلب العلم 25 عامًا من عمره مصاحبًا لعلماءالمسلمين وتعلم الحساب والتوحيد في أفريقيا.
في عام 1807، أُسر في معركة عسكرية ونقل عبدًا عبر المحيط الأطلسي إلى الولايات المتحدة، هرب بعدها من مالكه القاسي من تشارلستون في كارولينا الجنوبية، واتجه إلى فايتفيل في كارولينا الشمالية. أُسِر هناك من جديد وبِيع إلى (جيمس أوين).
عاش عمر لمنتصف التسعينات من عمره وكان ما يزال عبدًا عند وفاته في عام 1864. دُفن في مقاطعة بلادين في كارولينا الشمالية. عُرف عمر بن سعيد أيضًا باسم (العم مورو) و (الأمير عميرو). كتب عمر في سيرته يصف مالكاه:
كان هناك بطاقة عائدة لعام 1857 والتي كتب عليها سورة النصر، وهي سورة تتحدث عن انتقال أعداد كبيرة من الكفر إلى الإسلام، وعلى الجانب المقابل من البطاقة هناك كتابة لشخص أخر يعتقد أن السورة هي صلوات للإله. في سيرته الذاتية، كان عمر ما يزال يصلي على النبي محمد ﷺ عندما يصف حياته في مدينته، إضافة إلى أنه كان يصف عيسى بالمسيح (وهو وصف قرآني)، وناداه بِـ (سيدنا) وهو وصف المسلمين للأنبياء، ووصف عيسى بـ (أنه جلب لنا النعمة والحقيقة) (إشارة إلى إنجيل يوحنا 1:14) وهذا يطابق الرؤية الإسلامية لعيسى.
يقترح التحليل الأدبي للسيرة الذاتية التي كتبها عمر عن نفسه أنه يوجه السيرة إلى نوعين من الجماهير، البيض الذين حاولوا استغلال تحوله إلى المسيحية، والقراء المسلمين الذين سيلاحظون استخدامه للأسلوب الأدبي في القرآن والتلميحات القرآنية والذين سيفهمون موقفه عبدًا يعيش تحت الاضطهاد. في رسالة وجهها إلى (الشيخ هانتر) عن سيرته الذاتية، اعتذر عمر على نسيانه الحديث عن موطنه الأصلي، وأنهى رسالته يقول «يا أخي، لا تلمني»، على الرغم من أن عمر يعلم أن (هانتر) سيحتاج إلى مترجم إلى العربية ليفهم الرسالة. تقترح الباحثة (باسمة كامل شاهين) أن غموض عمر الروحي ربما يكون قد استُخدم عن قصد لإثارة الضوء لعدد كبير من الناس على الظلم بالعبودية.

## مخطوطاته

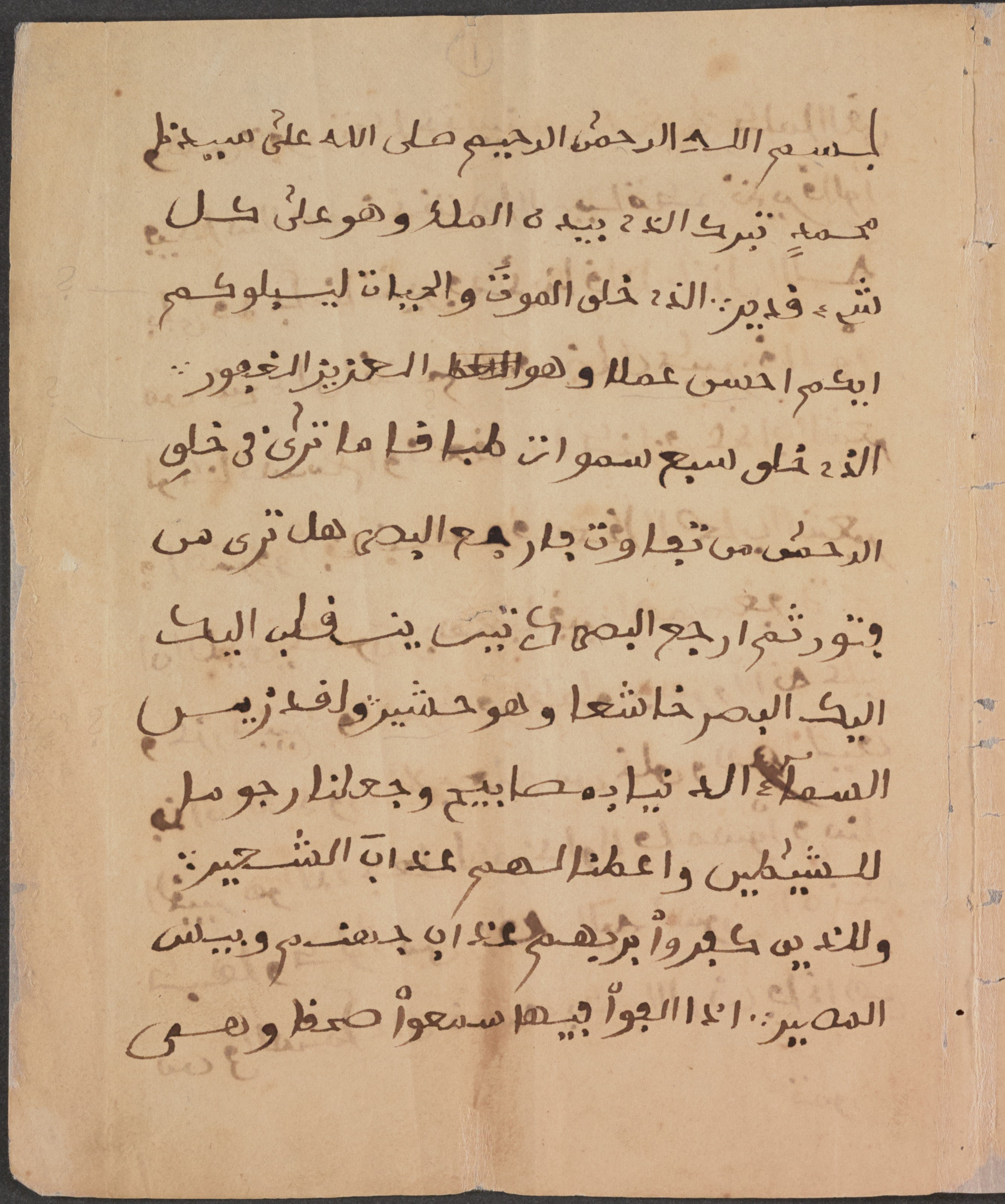
سورة الملك من القرآن، كتبت من قبل عمر بن سعيد بخط مغربي بدائي

عمر بن سعيد معروف على نطاق واسع بأربعة عشر مخطوطة كتبها باللغة العربية. من بين جميع مخطوطاته العربية، اشتهر بسيرته الذاتية حياة عمر بن سعيد، التي كتبت عام 1831. يصف فيها بعض أحداث حياته ويتضمن تأملات في تمسكه الثابت بالإسلام وانفتاحه على الآخرين «الذين يخافون الله». قد تبدو المخطوطات بظاهرها أنه متسامح مع العبودية، ولكن عمر بدأها بسورة الملك وهي سورة من القرآن والتي تتحدث عن أن لله المُلك على كل البشر. المخطوطة هي السيرة الذاتية العربية الوحيدة المعروفة لعبد في أمريكا. تم بيعها ضمن مجموعة من وثائق سعيد بين هواة جمع خاص قبل اقتنائها من قبل مكتبة الكونغرس في عام 2017. ومنذ ذلك الحين تمت معالجتها من أجل الحفظ وجعلها قابلة للعرض عبر الإنترنت.
تتألف معظم أعمال عمر الأخرى من مخطوطات إسلامية باللغة العربية، بما في ذلك نسخة مكتوبة بخط اليد لبعض الآيات القصيرة من «القرآن» التي أصبحت الآن جزءًا من مجموعة نورث كارولينا في مكتبة ويلسون في جامعة نورث كارولينا في تشابل هيل. ولسرده من الذاكرة، ارتكب ابن سعيد بعض الأخطاء في عمله، ولا سيما في بداية «سورة النصر». نسخته، ترجمت إلى اللغة العربية ونشرتها جمعية تبشيرية، ولديها ترميزات بالعربية بواسطة عمر، وهي جزء من مجموعة الكتب النادرة في كلية ديفيدسون. سعيد كان أيضًا مؤلف رسالة مؤرخة عام 1819، موجهة إلى شقيق جيمس أوين، الرائد جون أوين، مكتوبة باللغة العربية وتحتوي على العديد من المراجع القرآنية (بما في ذلك من «سورة الملك» المذكورة أعلاه)، والتي تتضمن أيضًا العديد من الرموز والأشكال الهندسية التي تشير إلى نواياه الباطنية المحتملة. هذه الرسالة موجودة حاليًا في مدرسة أندوفر اللاهوتية، أعيد طباعتها في الكتاب المرجعي المسلمون الأفارقة في أنتيبيلوم أمريكا لألين أوستين.

## صور

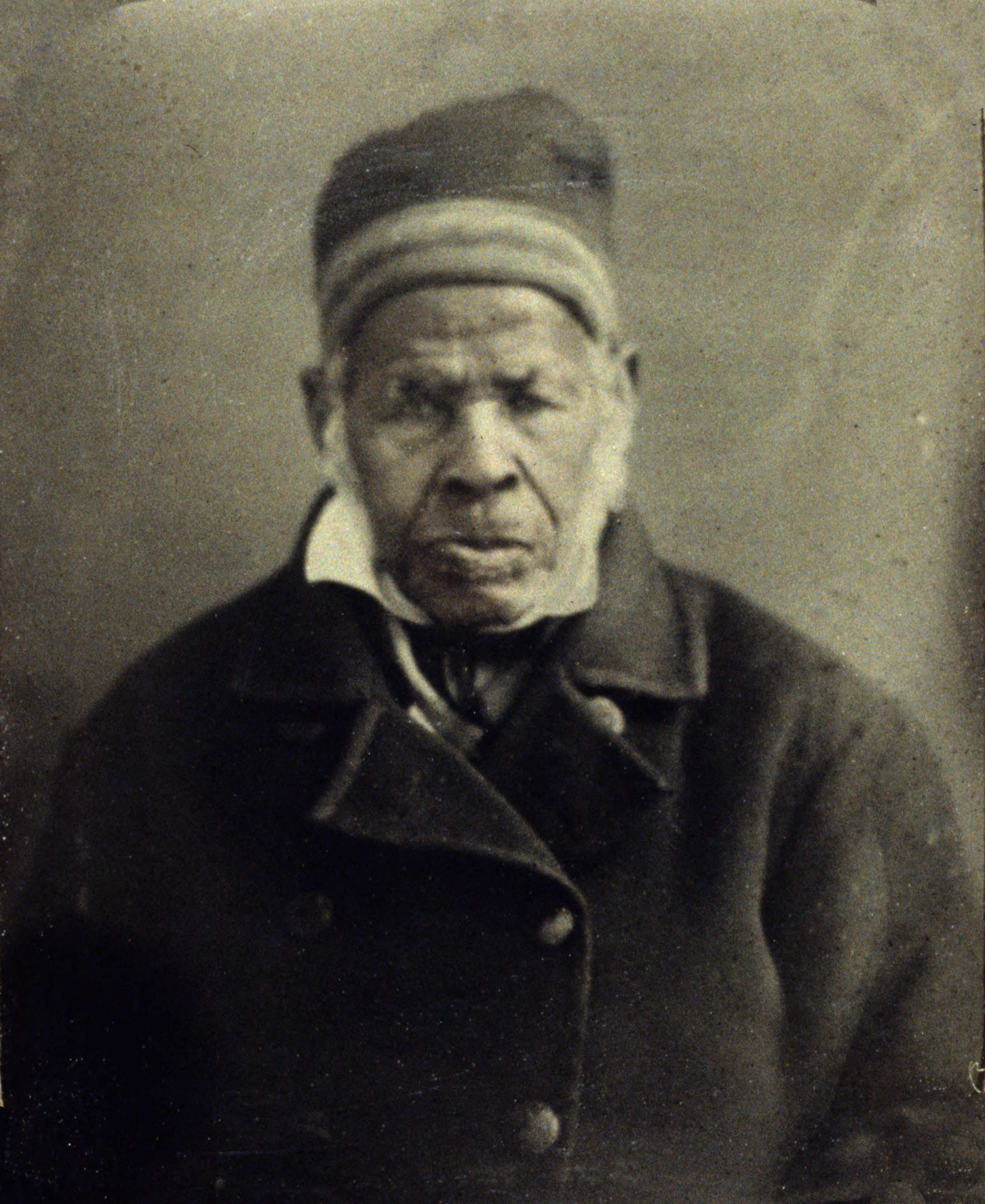
صورة أمبروتيب، حوالي 1855م
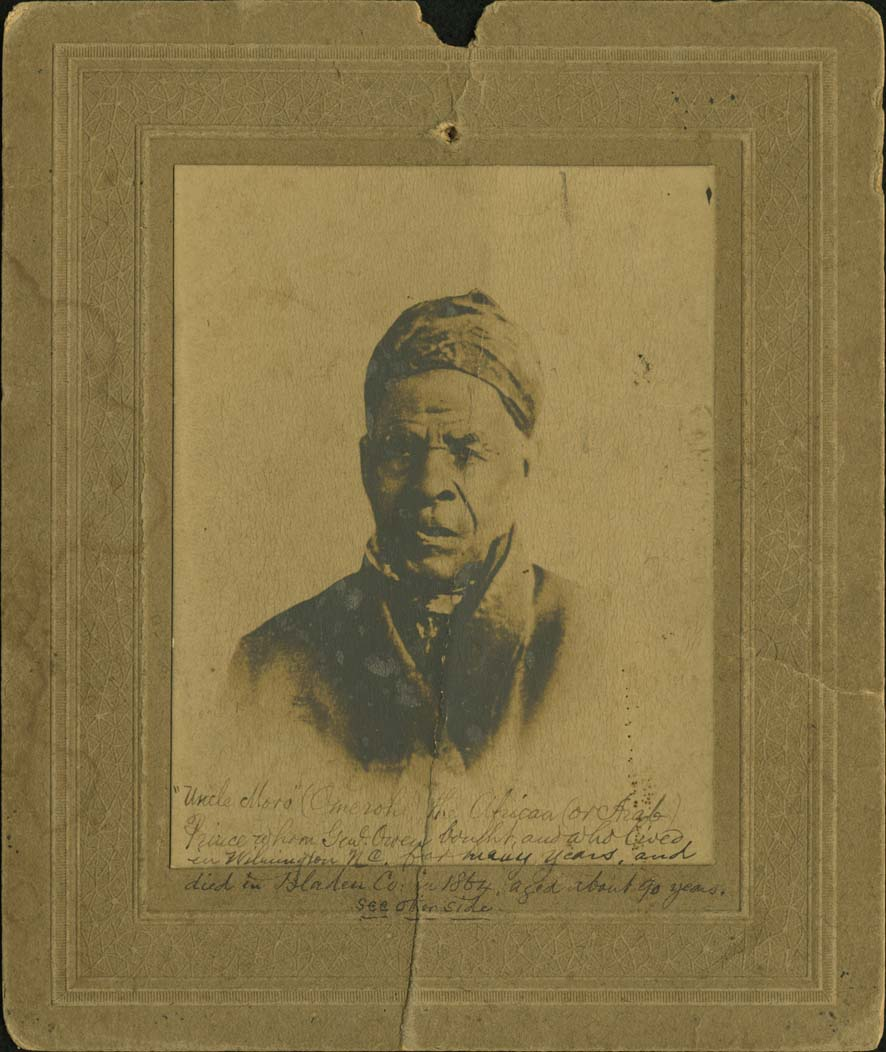
صورة فوتوغرافية، حوالي 1905م
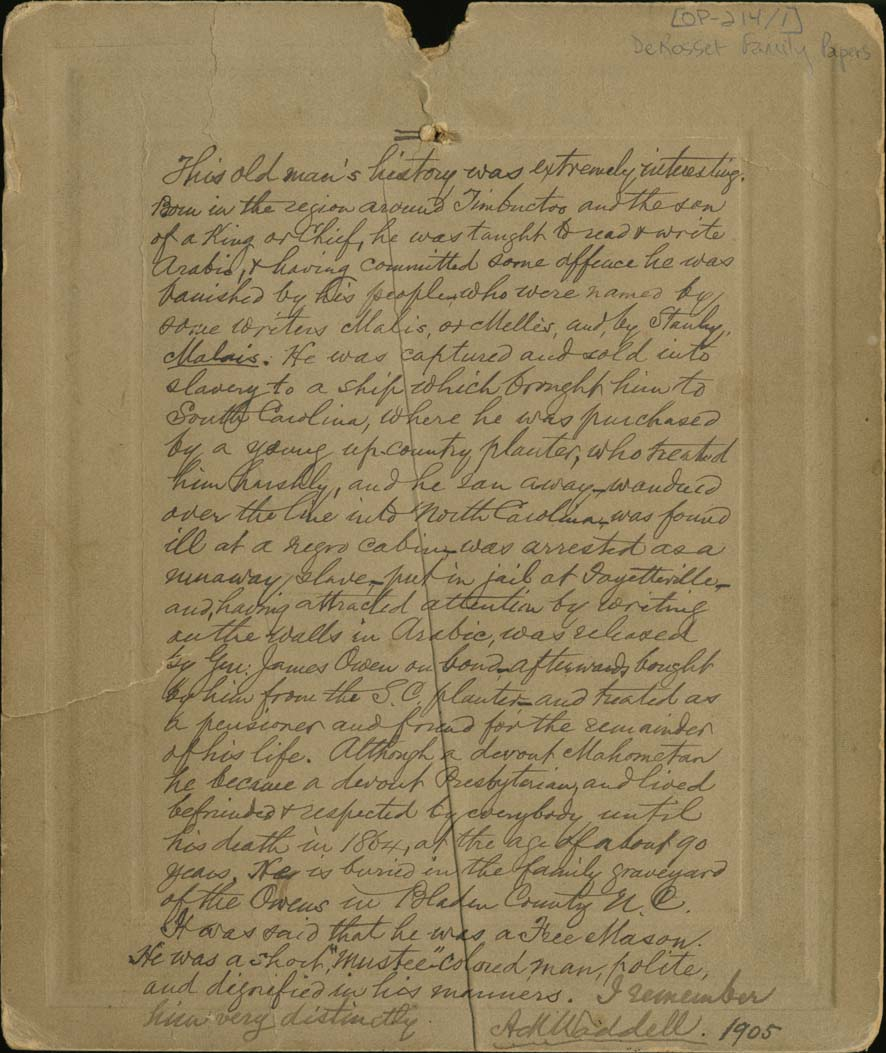
حوالي عام 1905م